# Bulbul ullblanc
El bulbul ullblanc (Pycnonotus simplex) és una espècie d'ocell de la família dels picnonòtids (Pycnonotidae). Es troba a Brunei, Indonèsia, Malàisia, Myanmar, Singapur i Tailàndia. Els seus hàbitats principals són els boscos tropicals i subtropicals de frondoses humits de les terres baixes i de l'estatge montà, els boscos de pantà, les plantacions i les àrees forestals fortament degradades. El seu estat de conservació es considera de risc mínim.